# Krčevina (Chorwacja)
Krčevina – wieś w Chorwacji, w żupanii osijecko-barańskiej, w gminie Đurđenovac. W 2011 roku liczyła 115 mieszkańców.